# Historia del salitre

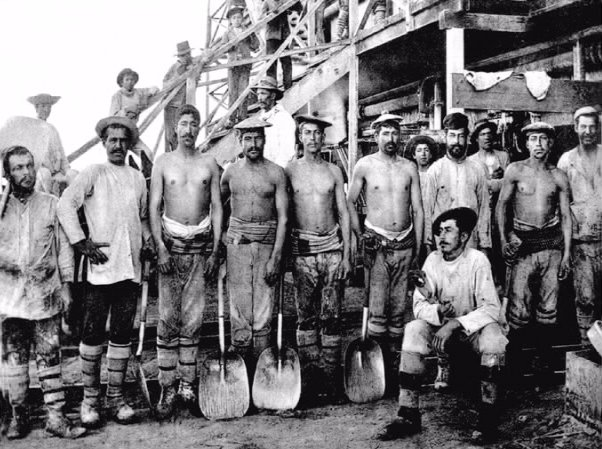
Trabajadores en salitreras Chilena,1876.

La historia del salitre trata del ciclo económico que ocurrió en Perú, Bolivia y Chile con el descubrimiento de yacimientos de salitre (o nitrato) en el desierto de Atacama, en las actuales regiones chilenas de Tarapacá y Antofagasta.

## Época precolombina
Según una leyenda dos pobladores aimaras de la zona hicieron una fogata y hombre a arder la tierra que contenía caliche. Enterado el cura de Camiña, y llevando agua bendita, recoge unas muestras y reconoce que contenían Nitrato de Potasio. Otra parte de las muestras se encontraban en el patio de la casa del sacerdote y más tarde observa que las plantas se desarrollaban extraordinariamente.

## Salitre en territorio peruano (1810-1881)
Para proveer de salitre a la fábrica de pólvora de Lima, entre 1810 y 1812 se construyeron las ocho primeras oficinas salitreras en Negreiros, Pampa Negra y Zapiga, en lo que en 1837 se convertiría la Provincia peruana de Tarapacá.
En 1830 se iniciaron las exportaciones a Europa y Estados Unidos. Debido a esta explosiva demanda, al año siguiente se habilitaron las caletas de Pisagua y Mejillones como puertos de embarcación salitrero. Este auge económico del Perú se acentuó todavía más entre 1845 y 1866 con la exportación del guano, en lo que se conoció como la Era del Guano.
Si bien el salitre se encontraba por ese entonces en territorio peruano, los dueños de las oficinas salitreras eran de diversas nacionalidades, incluyendo peruanos, bolivianos, españoles, franceses, alemanes, chilenos, ingleses, italianos y croatas. Entre ellos se destaca el chileno Pedro Gamboni, a cargo de la oficina Sebastopol, relacionado también con la extracción del yodo, y quien introdujo en 1853 un nuevo proceso para la elaboración del salitre mediante la sustitución de la calefacción a fuego lento con carbón por el vapor de agua. Dos años más tarde, en 1855, se eligió a Iquique como el puerto principal del comercio salitrero.
En 1871 se inauguró el primer Ferrocarril Salitrero, que conectaba Iquique con la oficina salitrera La Noria, y en 1872 se fundaron dos de las oficinas salitreras más conocidas: La Palma y Santa Laura, la primera rebautizada varios años más tarde como Humberstone, en honor al inglés James Thomas Humberstone, que llegó a administrar la oficina Agua Santa en 1875 y perfeccionó el proceso de extracción del salitre mediante su sistema Shanks, eligiendo Caleta Buena como el lugar para embarcar y exportar el mineral.
Durante los años 1870, con el propósito de aumentar la recaudación fiscal a través de la industria salitrera, se desarrolló el monopolio peruano del salitre, que generaría situaciones de tensión con Chile que acabarían desatando la Guerra del Pacífico (1879-1884), también conocida como la Guerra del Guano y del Salitre, tras la cual Chile anexó todo el territorio salitrero de Perú y Bolivia.

## Salitre en territorio boliviano (1860-1904)
En 1860, el chileno José Santos Ossa descubrió salitre varios cientos de kilómetros más hacia el sur del territorio peruano de Iquique, en el sector boliviano que varias décadas más tarde se denominaría Aguas Blancas. Como resultado de este hallazgo, comenzó a explotar salitre en esas tierras y hacia el interior. En 1866, Ossa obtuvo por parte del gobierno boliviano de Mariano Melgarejo la concesión exclusiva para la explotación del salitre en aquel sector conocido por entonces como Peña Blanca. Así nació un pueblo minero costero que en 1868 se fundaría bajo el nombre de La Chimba, y que posteriormente se rebautizaría como la ciudad de Antofagasta.

## Salitre en territorio chileno (1881-1932)
Tras el triunfo de Chile en la Guerra del Pacífico por sobre la alianza entre Perú y Bolivia, Chile anexó los terrenos de la industria del salitre. El 2 de enero de 1881 se promulgó una ley de libertad industrial en la explotación del salitre, para la cual se aplicaba un impuesto de $1.60 por cada quintal métrico de salitre exportado.
En 1888 el empresario inglés John Thomas North fundó la empresa The Tarapacá Water Works Company.
En julio de 1890, se inició la primera huelga general de obreros en las oficinas salitreras de Tarapacá, producto de las precarias condiciones laborales. Estas protestas no fueron escuchadas y con los años siguieron escalando, hasta derivar en la huelga general de 1907, que acabó abruptamente el 21 de diciembre de ese mismo año con la Matanza de la Escuela Santa María de Iquique.
En 1914 la primera gran crisis económica paralizó el 90% de las oficinas salitreras. Una segunda crisis se dio en 1921, hasta que la crisis económica internacional hacia 1932 ya afectó definitivamente la industria salitrera, que dejó de producir abruptamente.
Con el decaimiento de la venta del salitre durante los años 1930, la mayoría de las oficinas salitreras fueron desalojadas (produciendo un éxodo masivo de trabajadores) y desmanteladas. 

### Fin del auge salitrero
La fiebre del salitre perduró en la Bolsa de Londres hasta 1889, mientras que el ciclo de este mineral, en los países sudamericanos, finalizó en la década de 1930, luego de una serie de crisis por la invención del salitre sintético y la depresión de los años 1930, que hizo caer las exportaciones del salitre en un 90%.
Actualmente, los asentamientos mineros persisten en calidad de pueblos fantasmas. Estas ruinas pueden visitarse y en ellas puede observarse el testimonio de aquel período de esplendor.

### Oficinas salitreras en la actualidad
En la actualidad, quedan pocas oficinas salitreras en pie, erigiéndose como pueblos fantasmas, las cuales se encuentran en su mayoría en mal estado. Las oficinas más conocidas son las de Humberstone y Santa Laura en la Región de Tarapacá, la primera de las cuales cerró definitivamente en 1960. Ambas son consideradas desde 2004 Patrimonio de la Humanidad por la Unesco. Las oficinas Chacabuco, Pedro de Valdivia y María Elena están en la Región de Antofagasta. María Elena es la única oficina salitrera en funcionamiento.
En 1971 la ya decadente industria del salitre fue nacionalizada, asumiendo su explotación la Sociedad Química y Minera de Chile (SOQUIMICH), que posteriormente fue privatizada, siendo en la actualidad la principal y casi la única empresa dedicada a esta actividad.

## El territorio del salitre
El salitre es un mineral que puede encontrarse como costras delgadas en la superficie de las rocas del Desierto de Atacama, cercanas a los cerros de la costa. Los salitrales se llamaban "cantón salitrero", donde el mineral se ubicaba en lugares específicos. En ellos afloraba gran cantidad de nitrato de sodio, que recibía el nombre de "caliche". La importancia de este mineral se observa en sus usos, en un principio como fertilizante y luego como ingrediente para la producción de pólvora. Este último uso provocó su desarrollo, ya que al aumentar las guerras de independencia su explotación se incrementó con fines militares.
En Tarapacá existían numerosos depósitos de salitre sódico. Esta combinación no permitía la explotación para una fabricación masiva de pólvora. Entonces el virreinato del Perú contrató a Tadeo Haenke, un científico alemán quién encontró la fórmula para transformar el nitrato sódico a potásico, que sí era apto para la explotación industrial. Como consecuencia, comenzó a fabricarse grandes cantidades de pólvora. Zapiga, Pampa Negra y Negreiros, emergieron como los primeros centros de extracción del mineral. Los cantones que primero se desarrollaron fueron aquellos más cercanos a la costa, que contaban con varias oficinas cada uno. Luego de la creación del ferrocarril comenzó el crecimiento de las oficinas hacia el interior. Sin embargo, esta zona es predominantemente desértica, por lo que las condiciones geográficas obligaron a los trabajadores a desempeñarse bajo un sol abrasador e implacable y por las noches a soportar temperaturas cercanas a los 0 °C.

## Propiedad salitrera

### En manos del Perú
Desde 1875 se vivió una crisis económica. El gobierno del Perú decidió que dos terceras partes de las oficinas salitreras debían ser nacionalizadas para el beneficio del Perú, pero no contaba con los recursos suficientes para indemnizar a los empresarios, por lo que debió entregar certificados que serían pagados cuando el país recibiera un préstamo, que aún no era aprobado.
Para Bolivia el contrato de 1873 firmado con la Compañía de Salitres y Ferrocarril de Antofagasta aún no se hallaba vigente, porque de acuerdo a la constitución boliviana, los contratos sobre recursos naturales debían aprobarse por el congreso. Ante el embargo para cobrar los impuestos impagos de la compañía, donde eran accionistas varios ministros chilenos, el gobierno de Chile decidió mantener fondeado al Blanco Encalada en el puerto de Antofagasta, desembarcando el 14 de febrero de 1879. Este fue el inicio de la Guerra del Pacífico o Guerra del Salitre. Mediante tratados firmados con el Perú y Bolivia, Chile se posesiona de la región salitrera.
Al adquirir las zonas de Tarapacá y Antofagasta, Chile debió decidir el destino de las oficinas salitreras. Se presentaron dos alternativas, la primera era establecer un monopolio fiscal, donde el Estado se hiciera cargo del desarrollo de la actividad, que implicaba hacer importantes inversiones para poner las salitreras en marcha nuevamente, situación casi imposible, ya que la guerra había dejado en muy mal estado los recursos fiscales. La segunda, que fue la adoptada, era dejar los gastos en manos de los particulares, para volver a establecer el negocio, mientras el Estado se beneficiaría de los impuestos aplicados a las exportaciones. Además se debe considerar que el país era gobernado por los liberales, que tenían como política económica la no intervención del Estado.

### En manos de Chile
Aquellos que habían adquirido los certificados del gobierno peruano a muy bajo precio, en su mayoría ingleses, fueron los que se hicieron cargo de las principales oficinas salitreras. El inglés más sobresaliente fue John Thomas North, junto con su socio Robert Harvey, con el cual adquirió las oficinas más importantes de Tarapacá. Juntos lograron que el mundo observara con sorpresa la aparición de la "fiebre del salitre", más que nada gracias a la especulación de North. Mientras tanto, en Antofagasta, las salitreras quedaron en manos de empresarios chilenos, como Eduardo Délano.
Desde 1883 en adelante la propiedad de las oficinas salitre pasó a ser en parte europea, llegando los británicos, en 1890, a poseer el 70 % de esta industria, directa e indirectamente.
Durante los primeros años del siglo XX, se incrementaron las inversiones chilenas y alemanas, declinando la presencia inglesa.
Entre 1900 y 1929, se vivió el periodo de mayor enriquecimiento, que podría designarse como la «belle époque» chilena. Sin embargo, los beneficios de estos años sólo fueron aprovechados por un pequeño grupo de privilegiados.